# لوتارو إسكالانتي
لوتارو إسكالانتي (بالإسبانية: Lautaro Escalante)‏ هو لاعب كرة قدم أرجنتيني في مركز الوسط، ولد في 2 يوليو 1999 في فلورنسيو فاريلا في الأرجنتين. لعب مع ديفنسا خوستيكا.

## وصلات خارجية
- لوتارو إسكالانتي على موقع قاعدة بيانات كرة القدم.إي يو (الإنجليزية)
- لوتارو إسكالانتي على موقع Soccerway.com (الإنجليزية)